# Nati nel 1254
| Questa pagina contiene informazioni ricavate automaticamente dalle voci biografiche con l'ausilio del template Bio e di un bot. L'aggiornamento è periodico e automatico e ricostruisce completamente la pagina. Se manca una persona in questa lista, sei pregato di non aggiungerla, ma accertati piuttosto che la sua voce biografica contenga il template Bio e che i dati anagrafici siano correttamente compilati. Se il template Bio manca, inseriscilo tu stesso o, in alternativa, metti l'avviso {{tmp\|Bio}} che ne segnala la mancanza. Se i dati riportati sono sbagliati, correggi direttamente la voce biografica; le modifiche saranno visibili in questa lista entro pochi giorni. Per chiarimenti vedi il progetto biografie. La lista contiene solo le 10 persone che sono citate nell'enciclopedia e per le quali è stato implementato correttamente il template Bio. Pagina aggiornata al 10 ago 2025. |

- 13 maggio - Maria di Brabante, regina († 1321)
- 24 giugno - Fiorenzo V d'Olanda, sovrano olandese († 1296)
- 15 settembre - Marco Polo, viaggiatore, scrittore e ambasciatore italiano († 1324)
- Bonacossa Borri, sovrana italiana († 1321)
- Carlo II di Napoli, sovrano († 1309)
- Beatrice di Falkenburg, sovrana tedesca († 1277)
- Osman I, ottomana († 1326)
- Zhao Mengfu, pittore cinese († 1322)
- Beatrice di Castiglia, nobile spagnola († 1280)
- Margherita di Francia, nobile francese († 1271)